# Королёв, Николай Кузьмич
Никола́й Кузьми́ч Королёв (укр. Микола Кузьмович Корольов; 17 декабря 1937, Харьков — 17 сентября 2001, Харьков) — советский футболист, нападающий, игравший за харьковские команды «Локомотив» и «Авангард» (с 1967 года сменивший название на «Металлист») и «Звезду» Кировоград. Мастер спорта СССР с 1961 года. Второй по результативности бомбардир «Металлиста» за всю историю.

## Карьера игрока

### Начало карьеры
Родившийся в Харькове в 1937 году Николай Королёв рано стал сиротой: в конце 1930-х годов его родители были репрессированы и воспитанием Николая и его брата занималась тётя. Королёв начал играть в футбол вместе с учениками школы № 86 на Холодной Горе и, увлёкшись игрой, стал серьёзно заниматься в школе Харьковского гороно. В 1953 году 16-летний Королёв стал играть на первенство города за команду «Медик». В 1955 году дебютировал во всесоюзных соревнованиях: он выходил на поле в составе «Локомотива», выступавшего во второй зоне класса «Б», забил два гола.
В 1956 году Королёв вместе с большинством игроков «Локомотива» перешёл в «Авангард», который занял место «Локомотива» в классе «Б». Дебютировал во втором матче команды 8 апреля 1956 года, выйдя на замену вместо Евгения Догадина ещё в первом тайме матча «Авангард» — «Динамо» Таллин (2:0). Королёв стал автором второго гол. В сезоне Королёв принял участие в 23 матчах, в основном выходя на замену, в которых забил 4 гола (больше в том чемпионате в составе харьковчан забил только капитан Виталий Зуб).
В следующем чемпионате Королёв принял участие в 29 матчах (из 34). Однако тренеры команды предпочитали экспериментировать с позицией молодого футболиста: большую часть турнира он отыграл в полузащите, а в некоторых матчах был защитником. Отсюда его низкая результативность — всего три гола.
В следующих двух сезонах тренеры определились с амплуа Королёва: большинство матчей он проводил на позиции левого крайнего нападающего. В чемпионате 1959 года «Авангард» занял третье место, получив место в классе «А». В 28 туре того чемпионате в матче с «Колхозником» Полтава Королёв получил первую в карьере красную карточку за удар игрока соперника.

### 1960—1966
В 1960 году Королёв вместе со Станиславов Костюком стал вторым бомбардиром команды (оба забили по 5 мячей; 8 забил Юрий Нестеров). Королёв имел возможность забить первый гол клуба в высшей лиге. Во втором туре чемпионата 14 апреля 1960 года в домашнем матче с «Зенитом» на 10 минуте ему доверили пробивать пенальти за фол на Нестерове. Однако удар в правый нижний угол вратарь «Зенита» Анзор Кавазашвили перевёл на угловой. Тот матч закончился нулевой ничьей, а первый гол «Авангарда» забил в четвёртом туре Костюк.
В сезоне 1961 года «Авангард» занял шестое место в чемпионате (наивысшее достижение команды в чемпионатах СССР), а Королёв стал лучшим бомбардиром команды, отличившись 10 раз (в том числе первый в его карьере дубль — в ворота СКА Ростов-на-Дону в 28 матчах, в которых он принял участие. В последнем матче чемпионата с «Пахтакором» Королёв получил свою вторую красную карточку.
1962 год стал менее успешным для «Авангарда»: команда заняла 14-е место, забив всего 21 гол. Королёв снова стал лучшим бомбардиром клуба, забив с Костюком по 6 голов. В следующих трёх чемпионатах Королёв снова забивал больше всех в «Авангарде» (8, 17 и 13 голов соответственно). Хотя результаты команды только ухудшились: уже в сезоне 1963 года клуб покинул первую группу класса «А». А позже занимал 6 и 3 места во второй группе класса «А». В матче 29 мая 1963 года с «Динамо» Тбилиси (0:4) Королёв не реализовал сразу два пенальти (при счёте 1:0 и 2:0 в пользу хозяев). В сезоне 1964 он стал третьим бомбардиром второй группы класса «А» (больше — по 20 голов — забили нападающие «Черноморца» Василий Москаленко и «Жальгириса» Ромуальдас Юшка). В 1966 году «Авангард» занял лишь 10-е место, а Королёв забил 3 гола в 30 матчах. У него возник конфликт с новым тренером команды Виктором Каневским, и по окончании сезона нападающий перешёл в «Звезду» Кировоград.

### «Звезда» и окончание карьеры
В «Звезде» Королёв в течение двух сезонов становился лучшим бомбардиром (11 и 15 голов соответственно). В 1969 году вернулся в Харьков, в «Металлист» (так с 1967 года стал называться «Авангард»). Он сыграл ещё 26 матчей в которых забил 3 гола, после чего завершил карьеру игрока.
Николай Королёв стал легендой харьковского клуба. Всего за «Металлист» и «Авангард» во всех официальных турнирах нападающий провёл 361 матч (больше матчей за команду провели лишь три игрока), в которых забил 86 голов (второй результат в истории клуба). Он славился силой удара и часто бил по воротам с любых расстояний.

## Тренерская карьера
Работу тренером начал в команде «Украинка», выступавшей в чемпионате Харьковской области, в которой воспитал нескольких футболистов, позже поигравших в разных лигах всесоюзных соревнований. В 1974 году ему поручили возглавить родной «Металлист», вылетевший во вторую лигу. Он поспособствовал быстрому возвращению в первую лигу: хотя он тренировал команду до 25 тура, когда его сменил Виталий Зуб, ему удалось вывести команду в лидирующую группу.
После «Металлиста» Королёв больше не работал с командами мастеров: он готовил молодых футболистов сначала как тренер в ДЮСШ-9, а потом как директор ДЮСШ-8 в Харькове. Из-за несчастного случая на дороге несколько лет провёл в тюрьме. После этого случая он не смог полностью восстановиться. 17 сентября 2001 года в результате множественных инсультов скончался.

## Статистика выступлений
| Клуб                | Сезон        | Чемпионат | Чемпионат | Кубок | Кубок | Европа/Другое | Европа/Другое | Всего | Всего |
| Клуб                | Сезон        | Матчи     | Голы      | Матчи | Голы  | Матчи         | Голы          | Матчи | Голы  |
| ------------------- | ------------ | --------- | --------- | ----- | ----- | ------------- | ------------- | ----- | ----- |
| Локомотив (Харьков) | 1955         | ?         | ?         | ?     | ?     | ?             | ?             | ?     | ?     |
| Авангард (Харьков)  | 1956         | 23        | 4         | 0     | 0     | 0             | 0             | 23    | 4     |
| Авангард (Харьков)  | 1957         | 29        | 3         | 1     | 0     | 0             | 0             | 30    | 4     |
| Авангард (Харьков)  | 1958         | 28        | 4         | 1     | 0     | 0             | 0             | 29    | 4     |
| Авангард (Харьков)  | 1959         | 22        | 6         | 2     | 2     | 0             | 0             | 24    | 8     |
| Авангард (Харьков)  | 1960         | 30        | 5         | 0     | 0     | 0             | 0             | ?     | ?     |
| Авангард (Харьков)  | 1961         | 28        | 10        | 2     | 1     | 0             | 0             | 30    | 11    |
| Авангард (Харьков)  | 1962         | 27        | 6         | 2     | 1     | 0             | 0             | 29    | 7     |
| Авангард (Харьков)  | 1963         | 37        | 8         | 0     | 0     | 0             | 0             | 37    | 8     |
| Авангард (Харьков)  | 1964         | 36        | 17        | 0     | 0     | 0             | 0             | 36    | 17    |
| Авангард (Харьков)  | 1965         | 37        | 13        | 0     | 0     | 0             | 0             | 37    | 13    |
| Авангард (Харьков)  | 1966         | 30        | 3         | 0     | 0     | 0             | 0             | 30    | 3     |
| Авангард (Харьков)  | За всё время | 327       | 79        | 8     | 4     | 0             | 0             | 335   | 83    |
| Звезда (Кировоград) | 1967         | 33        | 11        | ?     | ?     | 0             | 0             | ?     | ?     |
| Звезда (Кировоград) | 1968         | 36        | 15        | ?     | ?     | 0             | 0             | ?     | ?     |
| Звезда (Кировоград) | За всё время | 69        | 26        | ?     | ?     | 0             | 0             | ?     | ?     |
| Металлист           | 1969         | 26        | 3         | 0     | 0     | 0             | 0             | 26    | 3     |
| За всё время        | За всё время | ?         | ?         | ?     | ?     | ?             | ?             | ?     | ?     |